# 蘇達尼夫卡
48°4′22″N 34°42′45″E / 48.07278°N 34.71250°E
蘇達尼夫卡（烏克蘭語：Суданівка）是烏克蘭中部的村莊，隸屬第聶伯羅彼得羅夫斯克州的第聶伯羅區。該村處於特里圖茲納河左岸，海拔高度112米，2001年人口242。